# Farid Cheklam
Farid Cheklam est un footballeur international algérien né le 21 avril 1984 à Ouarizane dans la banlieue de Relizane. Il évoluait au poste de défenseur,.

## Biographie
Il participe à la Ligue des champions d'Afrique et à la Coupe de la confédération.

## Palmarès
- Vice-champion d'Algérie en 2008 avec l'ASO Chlef.
- Vainqueur de la coupe d'Algérie en 2005 avec l'ASO Chlef.
- Accession en Ligue 1 en 2018 avec le MO Béjaïa.